# Seleção Salomonense de Futebol
A Seleção Salomonense de Futebol representa as Ilhas Salomão nas competições de futebol da FIFA.

## História
O primeiro jogo das Ilhas Salomão foi contra a seleção das Novas Hébridas (atual Vanuatu), em agosto de 1963, e terminou com vitória salomonense por 6 a 3, mas tornou-se membro da FIFA apenas em 1988. A maior vitória dos Bonitos (espécie de sardinha), como a seleção é conhecida, foi um 16 a 0 sobre as Ilhas Cook, em agosto de 1995, enquanto a maior goleada sofrida foi um 18 a 0 favorável ao Taiti, em dezembro de 1963.
A seleção de futebol das Ilhas Salomão foi nas eliminatórias para Copa de 2006 a segunda melhor seleção, perdendo para a Austrália de 7x0 em Melbourne e 5x1 em Honiara.
O país está sendo beneficiado pelo projeto Goal da FIFA, que instalou sedes com escola e alguns times.

### Futebol australiano
A seleção conta com alguns jogadores médios jogando no futebol da Austrália e da Nova Zelândia. O mais conhecido é Henry Fa'arodo, recordista em partidas oficiais (64). Destacam-se ainda Commins Menapi, maior artilheiro da equipe (34 gols) e falecido em 2017, Benjamin Totori (atual capitão), Nelson Sale, Gideon Omokirio e James Naka.

## Desempenho em competições oficiais
Copa das Nações da OFC
| Copa das Nações da OFC | Copa das Nações da OFC | Copa das Nações da OFC | Copa das Nações da OFC | Copa das Nações da OFC | Copa das Nações da OFC | Copa das Nações da OFC | Copa das Nações da OFC | Copa das Nações da OFC |
| Ano                    | Fase                   | Posição                | J                      | V                      | E                      | D                      | GP                     | GC                     |
| ---------------------- | ---------------------- | ---------------------- | ---------------------- | ---------------------- | ---------------------- | ---------------------- | ---------------------- | ---------------------- |
| 1973                   | Não disputou           | Não disputou           | Não disputou           | Não disputou           | Não disputou           | Não disputou           | Não disputou           | Não disputou           |
| 1980                   | Fase de grupos         | 8º                     | 3                      | 0                      | 0                      | 3                      | 3                      | 21                     |
| 1996                   | Semifinais             | 4º                     | 2                      | 0                      | 0                      | 2                      | 1                      | 3                      |
| 1998                   | Não se classificou     | Não se classificou     | Não se classificou     | Não se classificou     | Não se classificou     | Não se classificou     | Não se classificou     | Não se classificou     |
| 2000                   | Terceiro lugar         | 3º                     | 4                      | 2                      | 0                      | 2                      | 7                      | 10                     |
| 2002                   | Fase de grupos         | 6º                     | 3                      | 0                      | 1                      | 2                      | 3                      | 9                      |
| 2004                   | Vice-campeão           | 2º                     | 7                      | 3                      | 1                      | 3                      | 10                     | 17                     |
| 2008                   | Não se classificou     | Não se classificou     | Não se classificou     | Não se classificou     | Não se classificou     | Não se classificou     | Não se classificou     | Não se classificou     |
| 2012                   | Quarto lugar           | 4º                     | 5                      | 1                      | 2                      | 2                      | 5                      | 6                      |
| 2016                   | Semifinal              | 4º                     | 4                      | 1                      | 0                      | 3                      | 2                      | 4                      |
| Total                  | Vice-campeão           | 7/10                   | 28                     | 7                      | 4                      | 17                     | 31                     | 70                     |

## Recordes de jogadores
- Atualizado até 10 de outubro de 2024[4]

Jogadores em negrito ainda em atividade pela Seleção Salomonense.
| #  | Jogador            | Partidas | Gols | Período na seleção |
| -- | ------------------ | -------- | ---- | ------------------ |
| 1  | Henry Fa'arodo     | 64       | 20   | 2002–2017          |
| 2  | Joses Nawo         | 56       | 8    | 2011–              |
| 3  | Benjamin Totori    | 52       | 29   | 2007–2019          |
| 4  | Hadisi Aengari     | 44       | 0    | 2011–              |
| 5  | Philip Mango       | 43       | 0    | 2016–              |
| 6  | Atkin Kaua         | 41       | 5    | 2016–              |
| 7  | Nelson Sale Kilifa | 37       | 0    | 2004–2017          |
| 8  | Commins Menapi     | 36       | 34   | 2000–2007          |
| 8  | Batram Suri        | 36       | 14   | 1995–2005          |
| 10 | Gagame Feni        | 35       | 19   | 2012–              |

| ! | Jogador         | Gols | Partidas | Média por jogo | Período na seleção |
| - | --------------- | ---- | -------- | -------------- | ------------------ |
| 1 | Commins Menapi  | 34   | 36       | 0.94           | 2000–2007          |
| 2 | Benjamin Totori | 29   | 52       | 0.56           | 2007–2019          |
| 3 | Henry Fa'arodo  | 20   | 64       | 0.31           | 2002–2017          |
| 4 | Gagame Feni     | 19   | 35       | 0.54           | 2012–              |
| 5 | Batram Suri     | 14   | 36       | 0.39           | 1995–2005          |
| 6 | Raphael Lea'i   | 12   | 23       | 0.52           | 2022–              |
| 7 | Noel Berry      | 10   | 14       | 0.71           | 1995–2000          |
| 8 | John Orobulu    | 8    | 14       | 0.57           | 2018–              |
| 8 | Micah Lea'alafa | 8    | 29       | 0.28           | 2016–              |
| 8 | Joses Nawo      | 8    | 56       | 0.14           | 2011–              |

## Treinadores
- Ian Lang (1987)
- Henry Luito'o Faarodo (1992)
- Edward Ngara (1995–1996)
- Wilson Maelaua (1996)
- George Cowie (2000–2003)
- Alan Gillett (2004–2005)
- Ayrton Andrioli (2006–2009)
- Jacob Moli (2010–2014)[5]
- Moses Toata (2015–2016)[6]
- Felipe Vega-Arango (2017)
- Moses Toata (2018–2019)
- Wim Rijsbergen (2019)
- Stanley Waita (2020–2021. interino)
- Felipe Vega-Arango (2021–2024)
- Eddie Marahare (2024. interino)
- Jacob Moli (2024)
- Josh Smith (2024–)